# Kamienica przy ulicy Jabłonowskich 5 w Krakowie
Kamienica przy ulicy Jabłonowskich 5 – zabytkowa kamienica znajdująca się w Krakowie, w dzielnicy I przy ulicy Jabłonowskich, na Nowym Świecie.
Kamienica została wzniesiona w latach 1902–1903 według projektu architekta Beniamina Torbe. W latach 80. XX wieku wnętrze budynku zostało zaadaptowane na sale wykładowe Uniwersytetu Jagiellońskiego.
8 kwietnia 1997 kamienica została wpisana do rejestru zabytków. Znajduje się także w gminnej ewidencji zabytków.